# Generics Java
Il JDK 1.5 ha introdotto alcune estensioni al linguaggio Java. Una di questa è l'introduzione dei generics o tipi generici.
Un generics è uno strumento che permette la definizione di un tipo parametrizzato, che viene esplicitato successivamente in fase di compilazione secondo le necessità; i generics permettono di definire delle astrazioni sui tipi di dati definiti nel linguaggio.

## Caratteristiche
Vi sono svariati vantaggi nell'uso dei generics:
- Fornisce una migliore gestione del type checking durante la compilazione;
- Evita il casting da Object. I.e.;
- Evita errori dovuti a casting impropri

Invece di utilizzare (codice che potrebbe generare un errore di casting):
```
String
 
title
=
((
String
)
 
words
.
get
(
i
)).
toUppercase
();

```

o più correttamente per evitare errori
```
Object
 
o
=
words
.
get
(
i
);

String
 
title
=
""
;

if
(
o
 
instanceof
 
String
)

     
title
=
((
String
)
 
o
.
get
(
i
)).
toUppercase
();

```

verrà utilizzato:
```
String
 
title
=
words
.
get
(
i
).
toUppercase
();

```

Vi sono però anche degli svantaggi:
Si definisce:
```
List
<
String
>
 
words
=
new
 
ArrayList
<
String
>
();

```

invece di:
```
List
 
words
=
new
 
ArrayList
();

```

L'esempio più comune del loro utilizzo è nella definizione/uso dei cosiddetti contenitori. Prima dell'uscita del JDK 1.5 per poter gestire in modo trasparente tipi di dati differenti si doveva ricorrere al fatto che in Java ogni classe deriva in modo implicito dalla classe Object. Per esempio se si doveva implementare una lista concatenata il codice era il seguente:
```
List
 
myIntList
 
=
 
new
 
LinkedList
();

myIntList
.
add
(
new
 
Integer
(
0
));

```

e invece per recuperare l'elemento appena inserito si doveva scrivere
```
Integer
 
x
 
=
 
(
Integer
)
 
myIntList
.
iterator
().
next
();

```

Si noti il cast a Integer necessario poiché myIntList in realtà lavora su oggetti Object.
Dall'introduzione del JDK 1.5 invece è possibile utilizzare un codice come il seguente:
```
List
<
Integer
>
 
myIntList
 
=
 
new
 
LinkedList
<
Integer
>
();

myIntList
.
add
(
new
 
Integer
(
0
));

```

dove viene esplicitamente espresso che la lista myIntList lavorerà solo su oggetti di tipo Integer. Per recuperare l'elemento appena inserito il codice è il seguente:
```
Integer
 
x
 
=
 
myIntList
.
iterator
().
next
();

```

Si noti che ora il cast non è più necessario visto che la lista è di interi.

## Implementazione
Java 5 non ha esteso il linguaggio bytecode per implementare i generics. Questo vuol dire che i generics sono in realtà solo dei costrutti sintattici, emulati a livello di bytecode tramite il solito meccanismo della classe Object (descritto sopra). Dichiarare
```
List
<
Integer
>
 
myIntList
 
=
 
new
 
LinkedList
<
Integer
>
();

```

equivale a livello di codice a dichiarare
```
List
 
myIntList
 
=
 
new
 
LinkedList
();
 
// Lista di Object

```

e ad eseguire implicitamente le conversioni Object->Integer e Integer->Object per leggere e scrivere gli elementi.
I generics hanno quindi eliminato i problemi riguardanti la tipizzazione; adesso gli elementi della lista devono essere Integer e non (per esempio) String e tale controllo è eseguito a tempo di compilazione.

## Erasure
L'Erasure è il processo che converte il programma codificato con i generici nella forma senza di essi, che rispecchia più da vicino il bytecode prodotto. Questo termine non è del tutto corretto in quanto vengono sì rimossi i generici, ma vengono anche aggiunti i cast.
L'aggiunta di questi cast non è esplicita e il linguaggio di progetto fornisce la Cast-iron guarantee: ossia il cast implicito aggiunto alla compilazione dei generici: non può mai fallire. Questa è una regola che si applica per il codice che non presenta unchecked warnings.
I vantaggi dell'implementazione via Erasure, sono:
- mantenere le cose semplici senza aggiunta di dettagli o altro;
- mantenere le cose piccole ad esempio con una sola implementazione di List;
- semplificare l'evoluzione, la stessa libreria può essere accessibile da un codice generico e da codici legacy.

Se un elemento Y deriva da un elemento X, non si può dire che una collezione di elementi di Y derivi dalla collezione di elementi X, perché in generale ciò risulta un'operazione impossibile; solo alcune di questo potrebbero essere anche sicuri, soprattutto per ciò che riguarda gli array e la lettura, ma ciò non è vero in generale.
Consideriamo la classe generica LinkedList <T>:
prendiamo due sue istanziazioni: LinkedList <Number> e LinkedList<Integer>.
Sono due tipi differenti, incompatibili fra loro, anche se Integer estende Number; situazione in contrasto a quella che si verifica negli array, dove Integer[] è un sottotipo di Number[].
Per verificarlo, creiamo due liste:
```
 
LinkedList
<
Number
>
 
l1
 
=
 
new
 
LinkedList
<
Number
>
();

 
LinkedList
<
Integer
>
 
l2
 
=
 
new
 
LinkedList
<
Integer
>
();

```

E consideriamo i due possibili assegnamenti l1 = l2 e l2 = l1; si
ottiene in ogni caso errore perché
LinkedList<Integer> non estende LinkedList<Number>.
Gli assegnamenti in precedenza sono impossibili perché viene violato il principio di sostituzione: Ad una variabile di un certo tipo può essere assegnato un valore di ogni sottotipo; un metodo con un argomento di un certo tipo può essere chiamato con un argomento di ogni sottotipo.
```
List
<
Number
>
 
numbers
 
=
 
new
 
ArrayList
<
Number
>
();

numbers
.
add
(
2
);

numbers
.
add
(
3.14d
);

assert
 
numbers
.
toString
().
equals
(
"[2, 3.14]"
);

```

Qui il principio vale fra List e ArrayList e fra Number e Integer Double in maniera rispettiva.
List<Integer> invece non è un sottotipo di List<Number> in quanto viene violato nuovamente il principio di sostituzione, ad esempio:
```
List
<
Integer
>
 
integers
 
=
 
Arrays
.
asList
(
1
,
 
2
);

List
<
Number
>
 
numbers
 
=
 
integers
;
 
// non compila

numbers
.
add
(
3.14d
);

assert
 
integers
.
toString
().
equals
(
"[1, 2,3.14]"
);

```

## Tipi parametrici varianti (Wildcard)
Non può esistere una compatibilità generale fra i tipi parametrici. Se si è alla ricerca della compatibilità, bisogna prendere in considerazione casi specifici e tipi di parametri di singoli metodi. Quindi, alla normale notazione dei tipi generici List<T>, usata per creare oggetti, si affianca una nuova notazione, pensata per esprimere i tipi accettabili come parametri in singoli metodi.
Si parla quindi di tipi parametrici varianti, in Java detti wildcard.
Posto che la notazione List<T> denota il normale tipo generico, si introducono le seguenti notazioni wildcard:
- tipo covariante List<? extends T>: cattura le proprietà dei List<X> in cui X estende T; si usa per specificare tipi che possono essere solo letti.
- tipo controvariante List<? super T>: cattura le proprietà dei List<X> in cui X è esteso da T; si usa per specificare tipi che possono essere solo scritti.
- tipo bivariante List<?>: cattura tutti i List<T> senza distinzioni; si usa per specificare i tipi che non consentono né letture né scritture.

## Definizione di una classe generica
Ecco un esempio di classe generics
```
public
 
class
 
Gen
<
X
,
Y
>
 
{

  
private
 
final
 
X
 
var1
;

  
private
 
final
 
Y
 
var2
;

  
public
 
Gen
(
X
 
x
,
Y
 
y
)
 
{
  

    
var1
 
=
 
x
;

    
var2
 
=
 
y
;
   

  
}

  
public
 
X
 
getVar1
()
 
{

    
return
 
var1
;

  
}

  
public
 
Y
 
getVar2
()
 
{

    
return
 
var2
;

  
}

 

  
public
 
String
 
toString
()
 
{
 

    
return
 
"("
 
+
 
var1
 
+
 
", "
 
+
 
var2
 
+
 
")"
;
  

  
}

}

```

Questa classe non serve a nulla da sola, deve essere quindi utilizzata un'altra struttura, come nell'esempio successivo:
```
Gen
<
String
,
 
String
>
 
esempio1
 
=
 
new
 
Gen
<
String
,
 
String
>
(
"esempio"
,
 
"uno"
);

Gen
<
String
,
 
Integer
>
 
esempio2
 
=
 
new
 
Gen
<
String
,
 
Integer
>
(
"esempio"
,
 
2
);

System
.
out
.
println
(
"primo esempio: "
 
+
 
esempio1
);

System
.
out
.
println
(
"secondo esempio: "
 
+
 
esempio2
);

```